# Muchea
Muchea är en ort i Australien. Den ligger i kommunen Chittering och delstaten Western Australia, omkring 42 kilometer norr om delstatshuvudstaden Perth.
Runt Muchea är det ganska tätbefolkat, med 75 invånare per kvadratkilometer.. Närmaste större samhälle är Bullsbrook, omkring 10 kilometer söder om Muchea.
Trakten runt Muchea består till största delen av jordbruksmark. Genomsnittlig årsnederbörd är 763 millimeter. Den regnigaste månaden är juli, med i genomsnitt 131 mm nederbörd, och den torraste är december, med 14 mm nederbörd.